# Kirby's Ghost Trap
Kirby's Ghost Trap, noto negli Stati Uniti come Kirby's Avalanche, è un videogioco rompicapo sviluppato in collaborazione da HAL Laboratory, Compile e Banpresto. Fu commercializzato da Nintendo il 1º febbraio 1995 in Europa e il 25 aprile 1995 in Nord America per il Super Nintendo Entertainment System. Si potrebbe considerare una versione occidentale del titolo giapponese Puyo Puyo, e in effetti non ne venne mai prodotta una versione giapponese, e il gioco rimane l'unico titolo in cui compare Kirby non pensato per il mercato asiatico.

## Modalità di gioco
Nel gioco, gruppi di bolle colorate cadono dalla parte superiore dello schermo. Il giocatore deve ruotare e spostare i gruppi prima che tocchino la parte inferiore dello schermo o della pila, in modo che le bolle dello stesso colore entrino in collisione fra loro dall'alto, dal basso, da sinistra o da destra. Una volta che quattro o più bolle dello stesso colore si toccano, esplodono, e tutte le bolle sopra di esse cadranno per occuparne lo spazio lasciato vuoto. Se uno dei due giocatori riesce a innescare una reazione a catena fra le bolle, delle rocce cadranno dall'alto sullo schermo dell'altro giocatore, occupandone una porzione e lasciandogli così meno spazio per le successive bolle. Il numero di rocce che cadono dipende sia dal numero di bolle esplose che dal numero di reazioni a catena consecutive. Queste rocce scompariranno solo se il giocatore riesce a far esplodere un gruppo di bolle che stanno a diretto contatto con le rocce. Il giocatore perderà se una delle colonne centrali nella riga superiore è interamente occupata da bolle o rocce.

## Trama
King Dedede ha sfidato Kirby e altri membri di Dream Land a una Avalanche Competition alla Fountain of Dreams. Kirby decide di accettare la sfida, combattendo nella foresta contro un assortimento dei suoi vecchi, storici nemici presi dai precedenti Kirby's Dream Land e Kirby's Adventure (inclusi boss ricorrenti come Whispy Woods, Kracko e Meta Knight). Il finale consiste in una resa dei conti alla Fountain of Dreams, con King Dedede che si aggiudica la Coppa.

## Versioni differenti
Mentre il gameplay principale rimane lo stesso, le versioni giapponese e occidentale sono esteticamente drasticamente diverse. Poiché la storia in Puyo Puyo è più incentrata sulle avventure di Arle e Carbuncle come Madou Monogatari e Puyo Puyo, la versione occidentale li ha sostituiti con i personaggi di Kirby per attirare il pubblico occidentale.
Essendo arrivato quando il progetto SNES era in fase avanzata, questo gioco ha colori vivaci e una grafica notevole per l'epoca. La colonna sonora è composta da tracce remixate prese da Kirby's Adventure e Kirby's Dream Course, con l'eccezione di una sola traccia originale (la "musica del panico"). All'avvio del gioco si può sentire una campionatura della frase "Kirby's Avalanche!" o "La trappola fantasma di Kirby!", a seconda della versione.
Entrambe le versioni prevedono brevi sketch tra un round e l'altro, con la differenza che nella versione occidentale Kirby e i suoi avversari si scambiano frasi intere, ricorrendo anche al trash-talking, e che la personalità di Kirby risulta molto più sarcastica e conflittuale, proprio come Arle e Carbuncle erano nella versione giapponese.
Quest'ultimo aspetto costituisce un elemento di novità rispetto ai titoli precedenti, in cui Kirby parla a malapena ed è tendenzialmente più amichevole.

## Accoglienza
| Testata                                   | Giudizio |
| ----------------------------------------- | -------- |
| GameRankings (media al)                   | 74%      |
| AllGame                                   | 3,5/5    |
| Computer and Video Games                  | 3/5      |
| GameSpot                                  | 6,5/10   |
| Hyper                                     | 80/100   |
| IGN                                       | 7,5/10   |
| Mega Fun                                  | 73%      |
| Next Generation                           | 4/5      |
| Nintendo Life                             | 6/10     |
| Nintendo Power                            | 3,425/5  |
| Official Nintendo Magazine                | 90/100   |
| Total!                                    | 91/100   |
| Video Games                               | 75%      |
| Video Games: The Ultimate Gaming Magazine | 8/10     |

Kirby's Ghost Trap ricevette recensioni generalmente positive, ottenendo un punteggio complessivo del 74% su GameRankings sulla base di sette recensioni. IGN assegnò al gioco 7,5 punti su 10, reputandolo migliore di Dr. Robotnik's Mean Bean Machine, un altro reskin di Puyo Puyo rilasciato per Sega Mega Drive negli Stati Uniti. GamePro scrisse che "Sebbene Kirby's Ghost Trap sia il rimaneggiamento di idee già sfruttate in ambito enigmistico, è così ben fatto che vale la pena giocarci, a meno che tu non abbia già tre giochi come questo.", sottolineando in particolare la grafica e la piacevolezza dei dialoghi digitalizzati.
Next Generation scrisse "Anche se abbiamo già visto questo tipo di gioco e questa versione non introduce alcun miglioramento, è comunque un divertimento eccellente".
Nel 1997 Electronic Gaming Monthly classificò Kirby's Ghost Trap e Mean Bean Machine collettivamente al numero 84 dei loro "100 migliori giochi di tutti i tempi", definendolo "uno dei puzzle game più semplici e avvincenti in circolazione".